# Лишњак
Лишњак је насељено мјесто у саставу града Дрниша, у Шибенско-книнској жупанији, у Далмацији, Република Хрватска.

## Географија
Насеље је удаљено 5 км сјеверно од Дрниша.

## Историја
Лишњак се од распада Југославије до августа 1995. године налазио у Републици Српској Крајини.

## Становништво
Према попису из 1991. године, Лишњак је имао 17 становника. Према попису становништва из 2001. године, Лишњак је имао 5 становника. Насеље је према попису становништва из 2011. године имало 2 становника.
| Демографија | Демографија | Демографија |
| Година      | Становника  | Становника  |
| ----------- | ----------- | ----------- |
| 1961.       | 235         |             |
| 1971.       | 122         |             |
| 1981.       | 50          |             |
| 1991.       | 17          |             |
| 2001.       | 5           |             |
| 2011.       |             | 2           |